# Peterborough (condado de Hillsborough)
Peterborough es un lugar designado por el censo ubicado en el condado de Hillsborough en el estado estadounidense de Nuevo Hampshire. En el Censo de 2010 tenía una población de 3.103 habitantes y una densidad poblacional de 251,17 personas por km².

## Geografía
Peterborough se encuentra ubicado en las coordenadas 42°52′45″N 71°57′37″O / 42.87917, -71.96028. Según la Oficina del Censo de los Estados Unidos, Peterborough tiene una superficie total de 12.35 km², de la cual 12.29 km² corresponden a tierra firme y (0.52%) 0.06 km² es agua.

## Demografía
Según el censo de 2010, había 3.103 personas residiendo en Peterborough. La densidad de población era de 251,17 hab./km². De los 3.103 habitantes, Peterborough estaba compuesto por el 96.29% blancos, el 0.55% eran afroamericanos, el 0.06% eran amerindios, el 1.77% eran asiáticos, el 0% eran isleños del Pacífico, el 0.48% eran de otras razas y el 0.84% pertenecían a dos o más razas. Del total de la población el 1.35% eran hispanos o latinos de cualquier raza.